# Sorø Amtstidende
Sorø Amtstidende var en dansk avis, der udkom på Vestsjælland fra 1815 til 1963.
Avisen blev grundlagt i Slagelse og udkom frem til 1845 under navnet Avis for ti Kjøbstæder. Frem til 1871 var dens politiske holdning konservativ. Den blev derefter overtaget af Venstre-politikeren Johannes Tauber, der samtidig gjorde den til talerør for sit parti. I 1874 omdannede han avisen til et aktieselskab.
Sorø Amtstidende ophørte som selvstændig titel i 1963, hvor den blev lagt sammen med Holbæk Amtstidende til Sjællands Tidende.